# Roger Derry
L'abbé Roger Derry, né le 29 décembre 1900 à Aube (Orne), est un prêtre résistant français ; il mourra exécuté par les nazis en 1943.

## Jeunesse et prêtrise
Très jeune, il devient un militant de la Jeunesse ouvrière chrétienne. C'est lors de son service militaire, effectué en 1920-1922, qu'il décide de devenir prêtre. Au cours de sa formation religieuse, il étudie au séminaire Saint-Sulpice d’Issy-les-Moulineaux. Le 28 juin 1930, il est ordonné prêtre en l'Église Saint-Sulpice, puis nommé vicaire à l'église Saint-Germain de Vitry-sur-Seine. Membre actif de l'association du Bon-Conseil pendant 27 ans, il en fut également le directeur.

## Aumônier militaire puis résistant
Mobilisé en septembre 1939, il est nommé aumônier de la 6e division d'infanterie nord-africaine et de la 40e division d’infanterie.
Sa conduite lui vaut d'être proposé pour la Légion d'honneur et il rejoint le patronage du Bon Conseil (Paris 7e) à l'Armistice. Il reçoit la Croix de guerre avec palme. Il revient à Paris après l’armistice du 22 juin 1940. À l’annonce du Maréchal Pétain de déposer les armes, il s'engage dans la résistance au sein du réseau Saint-Jacques dans la branche animée par Jean Vérines, chef d'escadron de la Garde républicaine.
Dénoncé, il est arrêté avec des grands aînés du Bon Conseil le 9 octobre 1941. Après avoir subi plusieurs interrogatoires, l’abbé Derry est déporté puis condamné à mort par le tribunal militaire de Düsseldorf le 1er septembre 1943. Il sera décapité à Cologne le 15 octobre 1943.

## Décorations militaires
- Chevalier de la Légion d'honneur.

- Croix de guerre 1939–1945 (1 citation à l'ordre de l'armée).

## Hommages et postérité
Son corps fut rapatrié en France après la guerre. Le 11 octobre 1948, un hommage national fut célébré en son hommage aux Invalides. Il repose dans le cimetière de Vitry-sur-Seine.  
- Une rue porte son nom dans le 15e arrondissement de Paris : la rue de l'Abbé Roger Derry.

- Une avenue porte son nom à Vitry-sur-Seine dans le Val-de-Marne : l'avenue de l'Abbé Roger Derry.

- Une rue porte son nom à Issy-les-Moulineaux dans les Hauts-de-Seine : la rue de l'Abbé Derry.

- Un établissement d'Apprentis d'Auteuil situé à Thiais porte son nom : l'Accueil éducatif de jour Roger Derry.